# Château du Burgstall
Le château du Burgstall est un château fort en ruine situé dans le centre de la commune de Guebwiller dans le Haut-Rhin.

## Nom
Le nom d’origine du château n’est pas connu : dans tous les documents antérieurs au milieu du XVe siècle il est simplement appelé  « ma maison » par les propriétaires et « le château du seigneur d’Ungersheim » par les habitants. À la fin du XVIIe siècle, les habitants l’appellent plutôt Heidenturm, « la tour des païens », un nom fréquent à l’époque pour désigner tout ce qui est ancien.
Le mot burgstall désigne en moyen alémanique un château abandonné et délabré. Ce mot apparaît dans un document de 1473 qui désigne le château comme das alte burgstall, « le vieux château désaffecté ». Lors des fouilles du début des années 1970, cette expression est réutilisée par les archéologues comme moyen commode de désigner le site et passe ensuite dans le langage courant.

## Historique
Avant le milieu du XIIIe siècle, la ville de Guebwiller n’est pas ceinte de murailles et plusieurs petits châteaux coexistent dans et autour de la ville, habités par les ministériaux de l’abbaye de Murbach. C’est le cas du Hungerstein, mentionné dès 1179, de l’Angreth, mentionné à partir de 1214, et du Burgstall, dont la construction a eu lieu entre le dernier quart du XIIe siècle et le début du XIIIe siècle, bien qu’il ne soit mentionné qu’à partir de 1270,. À cette date il appartient à la famille d’Ungersheim, qui existe depuis au moins 1210, bien que le donneur d’ordre ne soit pas connu : les abbés de cette époque ayant bâti plusieurs châteaux, le Burgstall pourrait également être leur œuvre.
Après la construction des fortifications urbaines entre 1260 et 1271, le château se trouve à l’intérieur des murs et n’a alors plus qu’un intérêt militaire limité. Cela explique peut-être pourquoi Pierre d’Ungersheim vend en 1270 sa part à l’abbaye de Murbach, la famille le conservant toutefois sous forme de fief jusque dans le deuxième quart du XVe siècle,. À cette date les Ungersheim abandonnent les lieux, qui est alors donné en fief à la famille d’Ostein, d’autres ministériaux de l’abbaye. Ceux-ci ne l’occupent que peu et il semble avoir été loué à un bourgeois de Guebwiller. Ce dernier obtient en 1473 l’autorisation de l’abbé de faire des travaux « dans le vieux château désaffecté », ce qui laisse entendre que le château était probablement déjà assez délabré à cette époque.
Après avoir demandé l’autorisation de l’abbé, les Ostein vendent le château pour 570 florins vers le milieu du XVIe siècle. Il passe ensuite de mains en mains pendant un siècle avant d’être acheté le 25 février 1693 à un bourgeois de Rouffach par les Antonins du couvent d’Issenheim. En 1698, ceux-ci font détruire la majeure partie de ce qui subsiste du château et de nouveaux bâtiments englobant les murs subsistants sont construits. Ces immeubles commencent à être démolis à partir du 28 février 1972 dans le cadre du chantier de construction d’une supérette, faisant émerger les vestiges.

## Architecture
Le plan du château prend la forme d’un octogone, une disposition rare à cette époque qui se trouve essentiellement dans la région du Rhin supérieur et dans l’ancien royaume de Sicile. Cette répartition géographique laisse à penser qu’il y a eu une influence, même si indirecte, de Frédéric II, roi de Sicile et duc d’Alsace.
L’enceinte est construite en grès rose, avec un grand appareil de pierres à bossage pour le parement extérieur et un petit appareil pour l’intérieur. Elle mesure 22,40 m de diamètre avec des angles à 135°, l’épaisseur du mur à la base étant de 1,75 m pour une hauteur de plus de unité 10,40 m d’après la plus haute section conservée en élévation. Il n’en subsiste en surface qu’une partie du mur sud, l’angle sud-est, l’angle sud-ouest et une petite partie du mur sud-ouest ; ces vestiges sont en outre les seuls encore visibles du château. L’enceinte est précédée d’un fossé inondable par la Lauch, qui a été comblé à la fin du XVe siècle. Il est de profil trapézoïdal, avec un fond de 2 m de large pour une largeur totale de 7,50 m et une profondeur d’environ 5 m. Il est encadré du côté extérieur par une berme de 3,50 m de large et côté extérieur par un talus coiffé d’une palissade. L’accès se fait sur le côté nord du château, par un pont en bois franchissant le fossé et dans l’alignement duquel une porte est percée dans le mur. Celle-ci a été remaniée au moment où les fossés ont été comblés afin de faciliter l’accès  à la cour intérieure.
Au centre exact de l’espace formé par l’enceinte se trouve un donjon de plan presque carré mesurant 6,55 m de large et 6,70 de long. Celui-ci n’étant pas conservé au-dessus des fondations, sa hauteur et sa disposition intérieur ne peuvent être connus. Au pied de la façade orientale du donjon se trouve un puits maçonné en pierres sèches de 4,50 m de profondeur, qui a été comblé vers le milieu du XVIIe siècle. Aucun autre aménagement n’a été détecté à l’intérieur de la cour, bien que la présence d’un conduit de latrines et d’une fente de lumière percés dans le mur sud laisse à penser qu’un logis en bois devait être adossé au mur intérieur de l’enceinte. La fenêtre percée dans le même mur est en revanche tardive et correspond à la transformation du château en habitation bourgeoise à la fin du XVe siècle.
La construction est soignée : la taille des pierres est de qualité, les joints sont réalisés avec soin et il n’y a presque pas de décrochement d’assise. La présence de marques lapidaires permet d’identifier une répartition des tâches au sein du chantier, certains artisans s’occupant exclusivement des grands blocs, notamment ceux des angles, plus complexes du fait que leur face extérieure est un angle obtus et non droit. Les mêmes signes se retrouvent sur d’autres châteaux contemporains de la région, notamment ceux d’Éguisheim et du Guirbaden.